# 波多野勤子
波多野 勤子（はたの いそこ、1905年12月26日 - 1978年9月15日）は、日本の心理学者。東京出身。父は畠山健。

## 略歴
1927年（昭和2年）日本女子大学英文学部を卒業、女子経済専門学校の英語教師となる。
1928年（昭和3年）日本女子大学児童研究所の開設で所員になる。1930年（昭和5年）波多野完治と結婚。
1936年（昭和11年）東京文理科大学心理学科選科を卒業。
1937年（昭和12年）日本女子大学児童研究所を辞して東京文理科大学教育相談員兼心理学科副手となる。1948年（昭和23年）日本大学の大学院に入学する一方、恩賜財団愛育会愛育研究所教育部員となる（1957年まで）。
1950年（昭和25年）に出版した『少年期―母と子の四年間の記録』がベストセラーとなり、脚光を浴びる。
1953年（昭和28年）東洋大学助教授。1956年（昭和31年）日本大学文学博士。1960年（昭和35年）日本児童研究所を創設、所長に就任。
1963年（昭和38年）国立音楽大学大学教授（1971年まで）。同年、財団法人母親乃学園を創設して理事長になる（1966年に「波多野ファミリースクール」と改称）。1964年（昭和39年）社会福祉法人日本家庭福祉協会を設立して理事長となる。
1966年（昭和41年）、文学博士の学位を取得(女性としては3人目、心理学専攻では日本初)。
1978年（昭和53年）9月15日 、癌性腹膜炎で逝去。享年72。

## 人物
1967年に森田たまに伴われた波多野の訪問を受けた佐藤栄作首相は、「立派な夫人で、もっとゆっくり話して見渡い」と日記に綴っている。

## 受賞歴
- 1954年 『幼児の心理―あなたのお子さんはすばらしくなる』で毎日出版文化賞[6]
- 1972年 教育功労賞[6]
- 1976年 勲三等宝冠章[6]
- 1977年 児童福祉事業功労賞[6]

## 著書
- 『波多野勤子著作集』全8巻 小学館 1982年 - 1983年[6]
- 『少年期』 光文社 1950年
少年期の長男・里望との間の往復書簡集。
木下惠介監督で映画化された。
- 『幼児の心理』 光文社
- 『小学生の心理』 光文社
- 『中学生の心理』 光文社
- 『わが子の生長と心理』 厚生閣 1931年
- 『子供の発達心理』 刀江書院 1936年 再刊・小学館 1984年 復刻・クレス出版 1997年
- 『母の子供・国の子供』 西村書店 1941年
- 『おさかなのうんどうくわい』 国民図書刊行会 1946年
- 『わが子の成長と躾け』 真光社 1948年
- 『少年期―母と子の四年間の記録』 光文社 1950年、光文社文庫 1986年、学陽書房 1996年
- 『幼年期―発達にはいろいろな型がある』光文社 1951年
- 『小学生の心理―あなたのお子さんはすばらしくなる』 光文社 1954年、カッパブックス 1963年、改訂版 1977年
- 『青年期 第一部』 大日本雄弁会講談社 1954年
- 『幼児の心理―あなたのお子さんはすばらしくなる』 光文社 1954年、カッパブックス 1963年、改訂版 1974年
- 『赤ちゃんの心理―あなたのお子さんはすばらしくなる』 光文社 1955年
- 『幼児のしつけ』 牧書店 1955年
- 『娘は娘、母は母』 文藝春秋 1957年
- 『中学生の心理―目ざめゆく心とからだ』 光文社 1958年、カッパブックス 1964年
- 『道―愛情の記録』文藝春秋  1958年
- 『三役女房―私の夫婦心理学』 中央公論社 1959年
- 『幼児の心理としつけ』 牧書店 1964年
- 『青春をどう生きるか―青年たちと膝を交えて』 東都書房 1966年
- 『赤ちゃんの心とからだの本―おかあさんがつくりあげる赤ちゃんの一生』 光文社 1967年
- 『イソップ童話』 小学館 1968年
- 『幼児のこころとからだ―0歳から5歳まで』 三晃書房 1973年
- 『若き母に語る―私の子育て実践記』 光文社 1977年
- 『妻として母として女として』 小学館 1979年

## 共著
- 鈴木清と共著 『小学校の指導12ケ月』 志摩書房 1951年
- 波多野文彦と共著 『受験期』 文藝春秋 1965年

## 編著
- 与田準一と共編 『幼児に聴かせるたのしい話』 中央公論社 1949年
- 編著 『新家庭読本』 金子書房 1964年
- 編著 『子どもの能力を生かす方―能力をフルに発揮するために』 三晃書房 1973年
- 編著 『子どもを伸ばす条件―効果のあがる家庭教育』 三晃書房 1974年

## 翻訳
- ディケンズ 『二都物語』 内田書店 1946年
- ルイス・ウィルソン 『トニーよ、二人して歩こう―ある母の記録』 タイムライフインターナショナル 1968年
- ハイム・G・ジノー 『青年期との対決』 タイムライフインターナショナル 1970年

## 論文
- 「児童の夢の絵 (1) 形態的研究」『心理学研究』第7巻第1号、1932年、67-101頁。
- 「図式段階に於ける児童画の一考察」 『教育心理研究』第9巻 5号（1934年）
- 「一幼児の発達に於ける或る段階 上下」 『教育心理研究』第11巻 2号 - 3号（1934年）
- 「一幼児の初期の文章」 『教育心理研究』第11巻 5号（1936年）
- 「五歳児の精神発達とその教育記録」 『教育心理研究』第13巻 12号（1938年）
- 「図画教育としての絵物語り」 『児童研究所紀要』第16巻（1934年）
- 「家庭に於けるしつけ」 『児童問題新書13 新しいしつけ』金子書房（1951年）

## 親族
息子に国際法学者の波多野里望、心理学者の波多野誼余夫。小説家の波多野鷹は孫にあたる。

## 参考資料
- 『邦文心理学文献目録稿』国立国会図書館支部上野図書館 1953年
- 大泉溥 編「日本心理学者事典」クレス出版 2003年 ISBN 4-87733-171-9